# Kionochaeta virtuosa
Kionochaeta virtuosa är en svampart som först beskrevs av Rambelli & Lunghini, och fick sitt nu gällande namn av P.M. Kirk & B. Sutton 1986. Kionochaeta virtuosa ingår i släktet Kionochaeta, divisionen sporsäcksvampar och riket svampar.   Inga underarter finns listade i Catalogue of Life.